# Oud- en Nieuw-Gastel

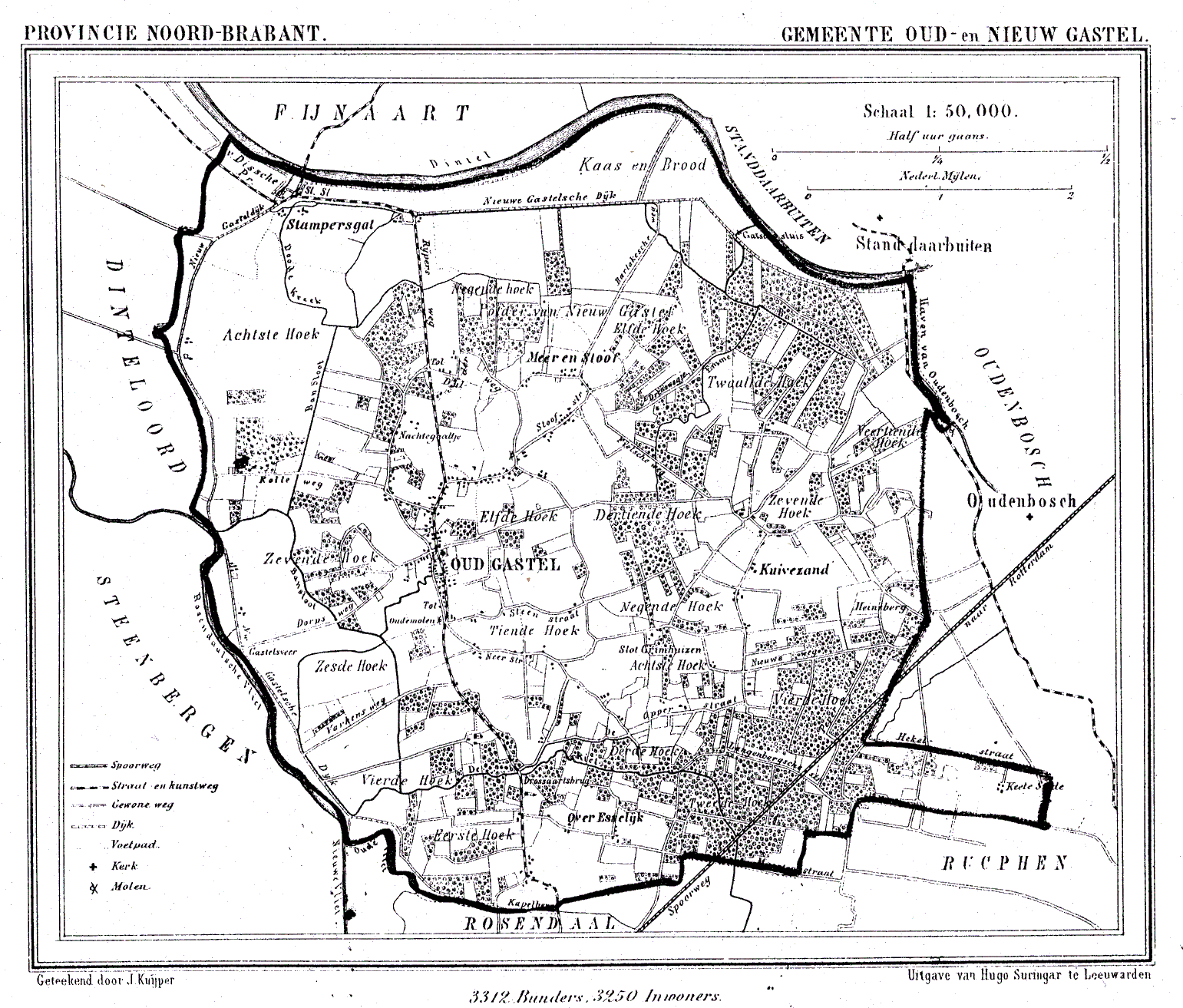
Carte d'Oud- en Nieuw-Gastel en 1865

Oud- en Nieuw-Gastel est une ancienne commune néerlandaise de la province du Brabant-Septentrional, située dans le nord-ouest de la province.
En 1840, Oud- en Nieuw-Gastel comptait 471 maisons et 3 062 habitants.
Oud- en Nieuw-Gastel était située à l'ouest d'Oudenbosch et au nord de Roosendaal. Au nord, la commune était bordée par le Dintel. La commune était constituée des villages d'Oud-Gastel et de Stampersgat, ainsi qu'un certain nombre de hameaux. Nieuw-Gastel est un ancien village, inondé dès le XVIe siècle.
La commune a existé jusqu'au 1er janvier 1997, date de son rattachement à Halderberge, commune créée par la fusion d'Oud- en Nieuw-Gastel, d'Oudenbosch et de Hoeven.